# アンリ・ペリシエ
アンリ・ペリシエ（Henri Pélissier, 1889年1月22日 - 1935年5月1日）は、フランス・パリ生まれの元自転車競技選手。
以下、本文ではアンリ・ペリシエのことを便宜上、アンリと称する。

## 経歴
4人の兄弟が全てプロの自転車競技選手という環境で生まれ育つ。プロ入りした1911年にジロ・ディ・ロンバルディアとミラノ～トリノを制覇。1912年にはミラノ〜サンレモを制し、翌1913年には2度目のジロ・ディ・ロンバルディア制覇を果たす。第一次世界大戦勃発前の最後の開催となってしまった1914年のツール・ド・フランス（以下、ツール）では、後半ステージの第10、12、15（最終）ステージを立て続けに制し、フィリップ・ティスを最後まで追い詰めたが1分50秒差及ばず2位となった。
第一次世界大戦が終了した1919年よりレースに復帰。パリ〜ルーベを初めて制覇した他、ボルドー〜パリも制す。1920年には3度目のジロ・ディ・ロンバルディアを制覇。1921年には2度目のパリ〜ルーベ優勝、1922年にはパリ〜ツールを制覇した。また1924年には第1回のバスク一周総合優勝者の座にも就いている。
そして1923年のツールでは、第10ステージでオッタビオ・ボテッキアからマイヨジョーヌを奪い取ると、その後はボテッキアを大きく引き離し、最終的にはボテッキアに対して30分41秒の差をつける圧勝劇を演じ、悲願の総合優勝を果たした。
だがこの優勝が後に大論争を巻き起こすこととなる。

### 「ツール・ド・フランス産みの親」との確執
1921年頃、アンリとフランシスのペリシエ兄弟が向こう最低5年間はツールに最大限注力するが、その代わりに所属チーム（オートモト）に対し報酬のアップを要求したところ、その要求を拒まれたことから、チームには所属しないという手段に出た。この手段に対し、ツール・ド・フランス産みの親として知られるアンリ・デグランジュが激怒。ペリシエの行動に対してロト紙上で痛烈な批判記事を展開。1923年のツール前には、「奴らは絶対にツールでは勝てない」とまで言い放った。
しかしながらアンリはその年のツールを制覇した。この際アンリは、「これまで俺たちをサーカスの猛獣のように扱いやがって!」と真っ向からデグランジュを非難。さらに翌1924年のツールでは抗議の姿勢を示すため、マイヨ・ジョーヌを身に着けず、別に持ってきたジャージを着用してレースに出た。結局この年、アンリは第3ステージにて棄権。翌1925年のツールにも出場したものの、第4ステージで棄権。また1925年はアンリが出場した最後のツールとなった。

### 悲劇の最期
アンリは激昂しやすい性格で、現役時代もチームメイトを見捨てて、他のチームの選手と集団を形成することも少なくなかった。
また私生活においてもアンリは破天荒な側面を見せる。1933年、前妻がペリシエとの不仲関係に疲れ果てて猟銃自殺を遂げた。そして2年後の1935年、同居することになった相手とも常に言い争いが絶えなかったことが発端となり、同棲相手に自宅で射殺された（使われた銃はアンリの前妻が自殺に用いたものだった）。同棲相手は裁判で正当防衛を主張し、結果執行猶予付きの懲役一年の判決を受けた。

## ドーピング問題
1924年のツール・ド・フランスに出場したアンリ、フランシス、シャルルのペリシエ兄弟が揃って棄権。その後、以前よりストリキニーネ、コカイン、クロロフォルム、アスピリンなどの薬物使用を行っていたことがあると、親しい新聞記者に打ち明けた。